# 西北体育场
西北体育场（Northwest Stadium）是美国马里兰州兰多弗的一座美式橄榄球场，位于华盛顿特区以东8公里。该体育场是美国全国橄榄球联盟（NFL）华盛顿指挥官队的主场。2004年到2010年期间，其拥有全NFL最多的91,000个座位，目前则有65,000个座位。体育场于1997年启用，当时名为杰克·肯特·库克体育场（Jack Kent Cooke Stadium）。1999年至2024年，聯邦快遞公司冠名其为联邦快递球场（FedExField）。2024年起，西北联邦信用合作社（Northwest Federal Credit Union）买下体育场的冠名权。

## 历史
西北体育场是为了替换华盛顿指挥官之前的主场羅伯特·F·甘迺迪紀念體育場而建造的。1994年，当时的华盛顿橄榄球队老板杰克·肯特·库克起初寻求在劳雷尔公园赛马场附近建造一座新球场，但由于附近缺乏停车场等设施，最终选择了另一处地点。
球场于1997年正式开放，名为杰克·肯特·库克体育场，以纪念不久前去世的球队老板杰克·肯特·库克。1999年丹尼尔·施奈德收购球队之后，球场命名权以大约每年760万美元的价格出售给联邦快递。
495号州际公路首都环线设置了一个特殊的出口，16 号出口（Arena Drive）以方便达到球场。 
由于该地区的居民和游客严重依赖公共交通，体育场的位置使得通过公共交通前往体育场变得困难、不便且耗时。体育场距最近的华盛顿地铁站是摩根大道站。

## 世界杯
联邦快递球场举办了1999年女足世界杯的四场小组赛和一场四分之一决赛。